# Idioma molala
El molala (también molale, molele) es una lengua indígena americana extinta hablada en Oregón central  (Estados Unidos) por los miembros de la etnia molala. Aunque hacia 1950 quedaban unos centenares de descendientes de la etnia original, no quedaban ya hablantes de la lengua, por lo que es una lengua muerta.

## Aspectos históricos, sociales y culturales

### Dialectos
Existen diversas variantes del molala:
- Molala septentrional, hablado en Oregón meridional en la Cascade Range
- Molala del alto Santiam, hablado a lo largo del río Santiam en las cascadas de Oregón central.
- Molala meridional,

## Clasificación
El molala se considera usualmente parte del penutio de la meseta y se considera que podría estar emparentada más cercanamente con el cayuse, aunque anteriormente se había considerado una lengua aislada porque existen muchas diferencias entre muchas lenguas. Berman (1963) presentó una cantidad importante de evidencia léxica y gramatical relacionando el molala con el lutuami (klamath-modoc).